# Autographa californica
Autographe de la luzerne
Espèce
Synonymes
- Plusia california var. russea H. Edwards, 1886

Autographa californica, communément appelé l’Autographe de la luzerne, est une espèce nord-américaine de lépidoptères de la famille des Noctuidae.

## Description
L'imago a une envergure de 36 à 42 mm. Les ailes arborent des motifs de différents tons de gris sur les ailes. Les ailes antérieures portent en leur centre une marque argentée en forme d'arc dont l'extrémité arrondie pointe vers l'arrière quand les ailes sont fermées. Les ailes postérieures sont brun-noir, avec une large bande terminale noire. Les antennes fines sont semblables chez les deux sexes.
La chenille est vert pâle avec de fines bandes dorsales longitudinales blanches. Elle porte deux paires de fausses pattes.

## Répartition
Autographa californica est répandu dans l'Ouest de l'Amérique du Nord. On le retrouve de l'Alaska au Nord du Mexique, à l'est jusqu'au Manitoba.

## Biologie
La chenille se nourrit d'une grande variété de plantes. Les plantes hôtes sont réparties dans les familles suivantes : Apiaceae, Aquifoliaceae, Asteraceae, Boraginaceae, Brassicaceae, Caprifoliaceae, Chenopodiaceae, Cucurbitaceae, Ericaceae, Fabaceae, Grossulariaceae, Liliaceae, Lamiaceae, Linaceae, Malvaceae, Plantaginaceae, Poaceae, Podocarpaceae, Polygonaceae, Rhamnaceae, Rosaceae, Rutaceae, Scrophulariaceae, Solanaceae, Verbenaceae. 
Parmi les plantes hôtes se retrouvent des espèces cultivées, ce qui fait de l'Autographe de la luzerne un ravageur de cultures. Un insecticide a été mis au point pour lutter contre Autographa californica et d'autres espèces apparentées.